# Вырбица (Плевенская область)
Вырбица (болг. Върбица) — село в Болгарии. Находится в Плевенской области, входит в общину Плевен. Население составляет 535 человек.

## Политическая ситуация
В местном кметстве Вырбица, в состав которого входит Вырбица, должность кмета (старосты) исполняет Леонид Христов Балинов (партия АТАКА) по результатам выборов 2011 г.
Кмет (мэр) общины Плевен — Димитр Стойков (ГЕРБ) по результатам выборов.